# NRJ
 For alternative betydninger, se NRJ (flertydig). (Se også artikler, som begynder med NRJ)
NRJ (Energy) er en kommerciel radiostation, som er aktiv i blandt andet Sverige, Norge, Finland, Tyskland, Belgien, Østrig, Schweiz, Rusland, Bulgarien, Libanon, Tahiti og Frankrig.
NRJ var aktiv i Danmark i 15 år, men lukkede den 31. maj 2013. Kanalen blev dog i Danmark genfødt den 1. november 2018.
NRJ lukkede igen i juli 2022. Radio havde i den sidste periode Philip Lundsgaard som direktør. NRJ havde budt på FM5 frekvenserne, med en radiokanel kaldet "NOSTALGIE". Vinderen blev i stedet Bauer Media, som kan videreføre NOVA. Dette blev brugt som forklaring på lukningen.